# Јаношево
Јаношево (мкд. Јаношево) је насеље у Северној Македонији, у средишњем делу државе. Јаношево је насеље у оквиру општине Неготино.

## Географија
Јаношево је смештено у средишњем делу Северне Македоније. Од најближег већег града, Кавадараца, насеље је удаљено 35 km североисточно.
Насеље Јаношево се налази у историјској области Тиквеш. Село је смештено у брдском подручју Сландол, у североисточном делу Тиквешке котлине. Дато подручје је сушно и оскудно растињем. Насеље је положено на приближно 300 метара надморске висине. 
Месна клима је измењена континентална са значајним утицајем Егејског мора (жарка лета).

## Становништво
Јаношево је према последњем попису из 2002. године било без становника.
Већинско становништво у насељу били су етнички Турци, који су се после Првог светског рата иселили у матицу.
Претежна вероисповест месног становништва био је ислам.